# Karol Sienkiewicz (lekkoatleta)
Karol Sienkiewicz (ur. 30 marca 1986 w Białymstoku) – polski lekkoatleta specjalizujący się w biegach sprinterskich.

## Kariera sportowa
W 2005 wraz z Mikołajem Lewańskim, Dariuszem Kuciem oraz Radosławem Drapałą zdobył w Kownie wicemistrzostwo Europy juniorów w biegu rozstawnym 4 × 100 metrów.
Medalista mistrzostw Polski seniorów ma w dorobku dwa złote medale wywalczone w biegu rozstawnym 4 × 100 metrów (Bielsko-Biała 2010 i Bydgoszcz 2011).
Rekordy życiowe:
- bieg na 100 metrów – 10,50 (27 maja 2006, Biała Podlaska)
- bieg na 50 metrów – 5.98 (19 lutego 2011, Spała)
- bieg na 60 metrów – 6.76 (18 lutego 2006, Warszawa)